# La Libération
La Libération (deutsch Die Befreiung) bezeichnet im frankophonen Sprachraum Europas insgesamt die Befreiung Westeuropas von der NS-Herrschaft durch alliierte Truppen und Teile der einheimischen Widerstandsbewegungen im Zweiten Weltkrieg in den Jahren 1944 und 1945. Im engeren Sinn wird der Begriff auf die in Korsika beginnende Befreiung Frankreichs oder die Befreiung von Paris (25. August 1944) angewendet.

## Befreiung Frankreichs
In Frankreich beendete die Befreiung die deutsche Besetzung und das mit Nazideutschland kollaborierende Vichy-Regime unter Marschall Philippe Pétain und brach mit der Dritten Republik als Regierungsform.

### Zum geschichtlichen Zusammenhang
Mit dem Überfall auf Polen im September 1939 begann der Zweite Weltkrieg. Der deutsche Angriff auf Frankreich begann am 10. Mai 1940 und endete am 22. Juni 1940 mit der Unterzeichnung des Waffenstillstands von Compiègne. Damit begann die Okkupation der Nordzone Frankreichs und die Annexion Elsaß-Lothringens.
Im unbesetzten Teil des Landes etablierte sich das Vichy-Regime unter Marschall Pétain.
General Charles de Gaulle flüchtete am 17. Juni 1940 nach London. Von dort aus richtete er per Radioansprache einen flammenden Appell an alle Franzosen, den Kampf gegen die Besatzung nicht einzustellen, sondern notfalls aus dem Exil und von den Kolonien aus den Kampf fortzusetzen. Er gründete das Komitee Freies Frankreich. Im Inneren Frankreichs bildeten sich allmählich aus den politischen Parteien, Organisationen und Gewerkschaften der Dritten Republik Widerstandsgruppen, die Fluchthilfe leisteten und Untergrundzeitungen herausgaben. Ein wichtiges Datum war der 22. Juni 1941. Durch den deutschen Überfall auf die Sowjetunion klärten sich die Fronten. Die 1939 infolge des Hitler-Stalin-Pakts entstandene erhebliche Desorientierung auf der Linken, insbesondere in den Reihen der Kommunisten, war behoben. Mit wachsender Verbitterung über die Kollaboration des Vichy-Regimes, die Demütigung durch Deutschland und die Zwangsarbeit wuchs aber auch in einem breiteren politischen Spektrum die Bereitschaft, sich politisch und militärisch in der Résistance zu engagieren, die von Jean Moulin organisiert wurde. Kriegsgefangene flüchteten aus deutscher Gefangenschaft und schlossen sich der Résistance an. Sie äußerte sich in passivem Widerstand, aber auch militanten Widerstandshandlungen der Sabotage, Geiselbefreiung, Überfällen und des Nachrichtendienstes, die die Einheit des Kämpfenden Frankreichs bezeugten und die Befreiung durch das Freie Frankreich an der Seite der Alliierten unterstützte.

### Ablauf der Befreiung
In Frankreich:
11. November 1940Eroberung Gabuns
26. Dezember 1941Übernahme St. Pierre et Miquelon
8. November 1942Landung in Französisch-Nordafrika
- Operation Torch – Der Erfolg der Landung in Nordafrika war Voraussetzung aller folgenden militärischen Aktionen, etwa in Tunesien.

26. Dezember 1942Kontrolle über Französisch Somaliland
13. Oktober 1943Landung auf Korsika
- Landung der Freien Franzosen auf Korsika und Vertreibung der italienischen Truppen

6. Juni 1944Landung in der Normandie
- Operation Overlord und der Name des Datums D-Day (frz.: Jour J).

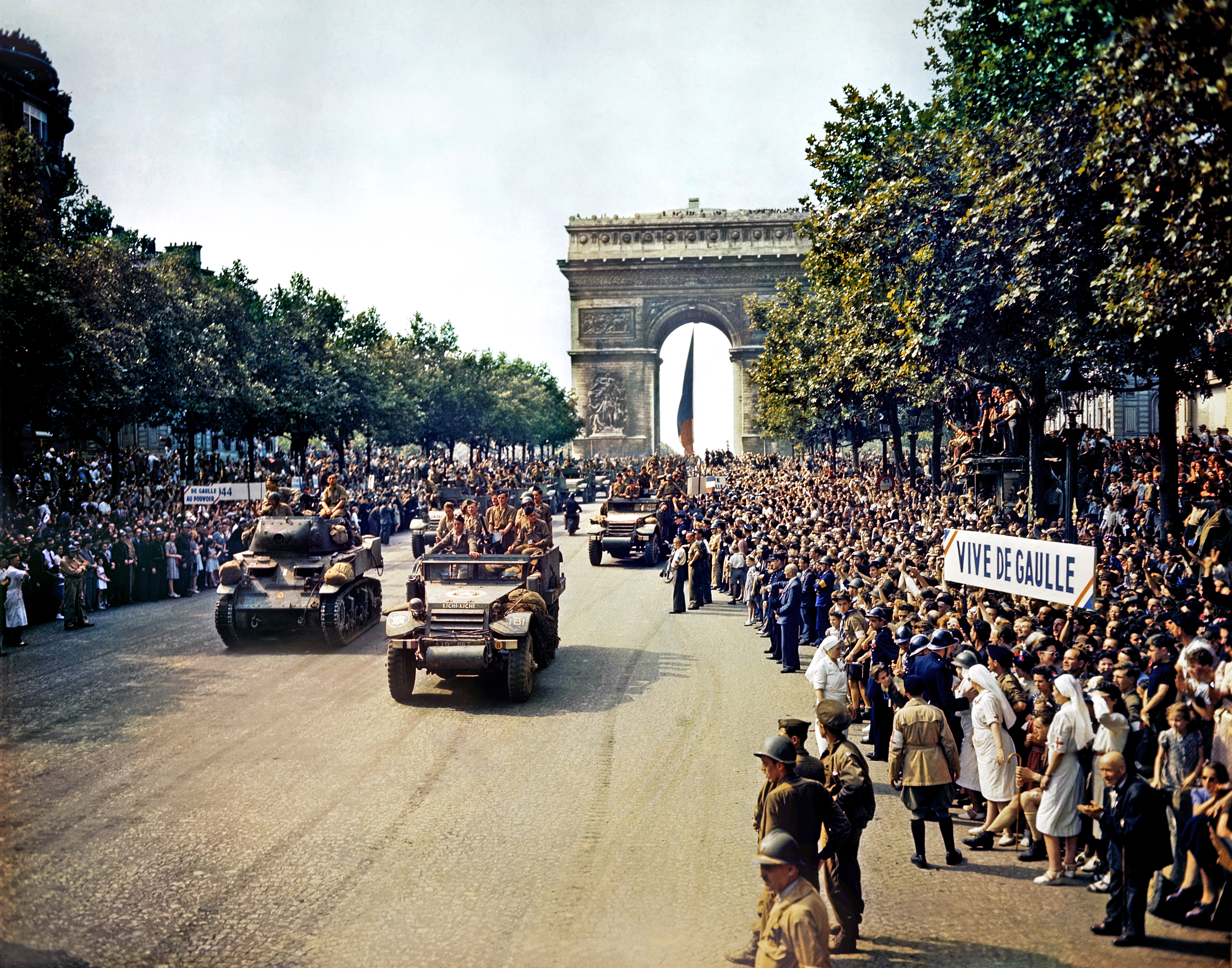
Parade nach der Libération de Paris

15. August 1944Die Landung in der Provence
- Operation Dragoon, Libération Südfrankreichs

19.–25. August 1944Befreiung von Paris
- Die Libération de Paris beginnt mit dem Aufmarsch der alliierten Truppen um Paris ab dem 15. August. Résistance und Polizei beginnen am 19. den Streik und Aufstand, der gemeinsam mit der gesamten militärischen Lage am 25. zur Befreiung der Stadt führt.

16. September 1944General Elster kapituliert beim Rückzug der deutschen Nachhut (mit 18.850 Soldaten und 754 Offizieren) bei Beaugency vor einem US-General.
17. März 1945Das Nordelsass wird vollständig befreit.

#### Épuration
- Épuration / Säuberung, Reinigung des Staatsapparats und des öffentlichen Lebens in ungeordneter Weise oder in Gerichtsverfahren (Commission d’Épuration) während und kurz nach der Befreiung Frankreichs.

#### Befreiung Belgiens und der Niederlande
- 17. September 1944: Operation Market Garden in den Niederlanden
- 2. Oktober und dem 8. November 1944: Schlacht an der Scheldemündung
- 16. Dezember 1944: Deutsche Gegenoffensive – Ardennenschlacht

In den Niederlanden wird mit dem „Bevrijdingsdag“ der Befreiung der Niederlande am 5. Mai 1945 gedacht.

#### 9. Feb. 1945: Befreiung des Elsasses
- 9. Februar 1945: das Elsass wird von alliierten Truppen weitgehend befreit.
- 17. März: Auch das Nordelsass wird im Rahmen der Operation Undertone vollständig befreit.

#### Befreiung der letzten Festungen
Nach der bedingungslosen Kapitulation der Wehrmacht ergeben sich die letzten seit Monaten eingekesselten deutschen Besatzungen der Atlantikfestungen wie La Rochelle und Saint-Nazaire.

## Deutsche Kapitulationen
- 25. August 1944: Paris, General v. Choltitz kapituliert vor Oberst Rol-Tanguy, dem Führer der Pariser Résistance, der dies im Namen General Leclercs akzeptiert.
- 16. September 1944: Generalmajor Elster ergibt sich mit den 19.600 Mann der Nachhut deutscher Truppen in Frankreich auf der Loire-Brücke von Beaugency amerikanischen Truppen.
- 4. Mai 1945: Generaladmiral Hans-Georg von Friedeburg unterzeichnet im Auftrag des letzten Reichspräsidenten Karl Dönitz, der sich zuvor mit der letzten Reichsregierung nach Flensburg-Mürwik abgesetzt hatte, bei Lüneburg, im Hauptquartier des Feldmarschalls Montgomerys, die Kapitulation aller deutschen Truppen in Nordwestdeutschland, den Niederlanden und Dänemark.
- 7. Mai 1945: Generaloberst Jodl unterzeichnet im Auftrag von Dönitz im Hauptquartier von General Eisenhower in Reims die bedingungslose Kapitulation der Wehrmacht.
- 8. Mai 1945: Generalfeldmarschall Keitel, Generaladmiral von Friedeburg und Generaloberst Stumpff, alle drei autorisiert durch Dönitz, unterzeichnen in Berlin-Karlshorst in Gegenwart von Marschall Schukow eine weitere Kapitulationsurkunde, die das Kriegsende in Europa markiert.

## Entwicklung
Die Hoffnung vieler Franzosen, dass mit der Libération auch das Ende von Hunger und allgemeinen Mangel gekommen sei, erwies sich als Illusion. Lebensmittelkarten gehörten bis 1949 zum Alltag. Dies führte zu Unmutsäußerungen gegenüber Politikern, Landwirten und Zwischenhändlern, denen Preiswucher vorgeworfen wurde. Plünderungen waren häufig die Folge.
Die Euphorie nach dem Sieg über NS-Deutschland ebbte innerhalb weniger Monate nach der Befreiung ab. Es begannen sich Spannungen zwischen den im Land stationierten französischen und amerikanischen Militärangehörigen zu bilden. Amerikanische Militärangehörige erschienen den Einheimischen bald als arrogant und ihren Reichtum zur Schau stellend. Einheimische wurden von der anderen Seite als stolz und nachtragend angesehen. Es brachen immer häufiger Schlägereien aus und selbst unter hohen Staatsbeamten wurden Befürchtungen laut, dass die Situation zu einem Zusammenbruch der bürgerlichen Ordnung führen könnte.

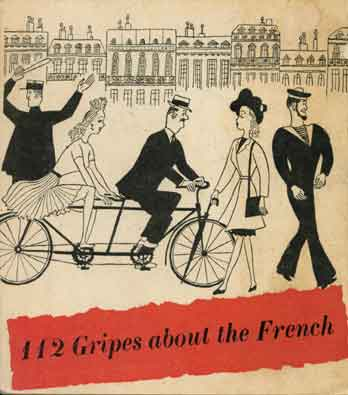
Handbuch (1945): An die amerikanischen Soldaten gerichtet.

Im Jahr 1945 wurde ein Handbuch 112 Gripes About the French herausgegeben, das von den Militärbehörden der Vereinigten Staaten an US-Soldaten gerichtet war, die nach der Befreiung in Frankreich eintrafen. Es sollte die wachsende Spannung zwischen dem amerikanischen Militär und den Einheimischen entschärfen. Das Handbuch über die Franzosen griff eine Reihe ausgewerteter Beschwerden über Franzosen auf und versuchte Antworten zu liefern. Ziel der Autoren war es, den durchschnittlichen amerikanischen Soldaten zu einem besseren Verständnis ihrer Gastgeber zu verhelfen.
Obwohl der 8. Mai seit 1981 wieder ein staatlicher Feiertag ist, prägt die Erinnerung an die „Libération“ die Franzosen stärker als der Tag der deutschen Kapitulation. In der Hauptstadt Paris ist der 26. August 1944 unvergessen, als de Gaulle als Befreier die Champs-Elysées entlang ging.
Die früheren Anstrengungen zur politischen Neuordnung Frankreichs waren besonders für de Gaulle von großer Wichtigkeit. Es galt, die von den USA geplante Militärverwaltung zu verhindern. Nachdem er sich gegen seinen Konkurrenten Henri Giraud durchgesetzt hatte, machte er den US-Amerikanern klar, dass nur eine Selbstverwaltung Frankreichs in Frage komme.